# Aarstraße 240 (Wehen)

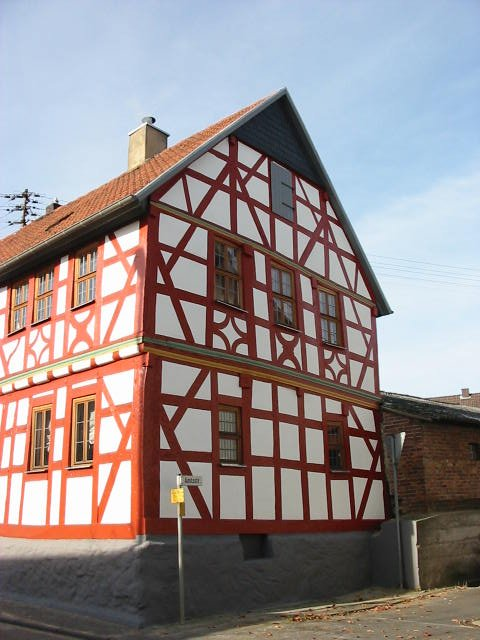
Ansicht Giebelseite

Das Haus Aarstraße 240 in Wehen ist ein unter Denkmalschutz stehendes Gebäude, das sich in zentraler Lage an der Ortsdurchfahrt befindet. Es handelt sich um einen zweigeschossigen, traufständigen Sichtfachwerkbau aus der Barockzeit, der in früherer Zeit als Rathaus, Gemeindebackhaus und Schulhaus genutzt wurde.

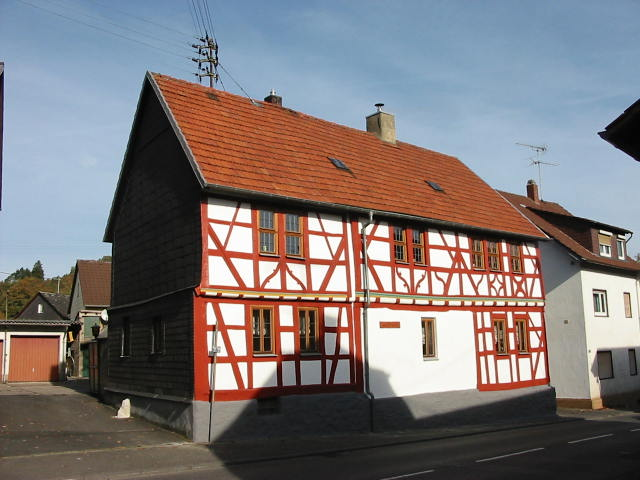
Ansicht Traufseite

## Beschreibung
Das lang gestreckte Fachwerkhaus wurde gemäß der inschriftlichen Datierung auf der straßenseitig angebrachten Holztafel um 1718 erbaut. Der zweizonige Bau wurde schon früh um eine dritte Zone nach Südwesten erweitert. Das repräsentative Sichtfachwerk weist in der Brüstungszone ein reich figuriertes Fachwerk mit geschweiften Streben, Feuerböcken und Rauten auf, das sich im späteren Anbau fortsetzt.
Während sich die Fachwerkkonstruktion des Obergeschosses weitgehend ungestört erhalten hat, ist das Fachwerk im Erdgeschoss im Bereich des ersten Baus von 1718 nur noch in Teilen vorhanden.
Der Dachstuhl wurde bereits vielfach verändert und vermutlich am Anfang des 20. Jahrhunderts unter Beibehaltung der alten Stuhlsäulen neu errichtet. Im Rahmen dieser Sanierung wurden auch alle Aufschieblinge und der vormals vorhandene Krüppelwalm entfernt.
Die innere Raumaufteilung ist nahezu ungestört erhalten, und der Bau weist größtenteils noch seine originalen Bundwände auf. Der Bestand der Nebengebäude, wie wir diese heute vorfinden, existiert erst seit den 50er und 60er Jahren des 20. Jahrhunderts. Die alten Gebäude bestanden aus einem Backhaus, einer Scheune, zwei Ställen sowie einem Torbau.

## Geschichte
Die Geschichte des Hauses beginnt im Jahr 1718. Dieses bezeugen erstens der angebrachte Spruchbalken aus jenem Jahr und zweitens der schriftliche Eintrag im Manual der Gemeinde Wehen (Gemeindebuch). Dieser lautet: 1718 wurde erbaut hiesiges Rathaus von damaliger Bürgerschaft. Darunter steht geschrieben: in diesem Jahr war der Schultheiß Johann Ludwig Weiß.

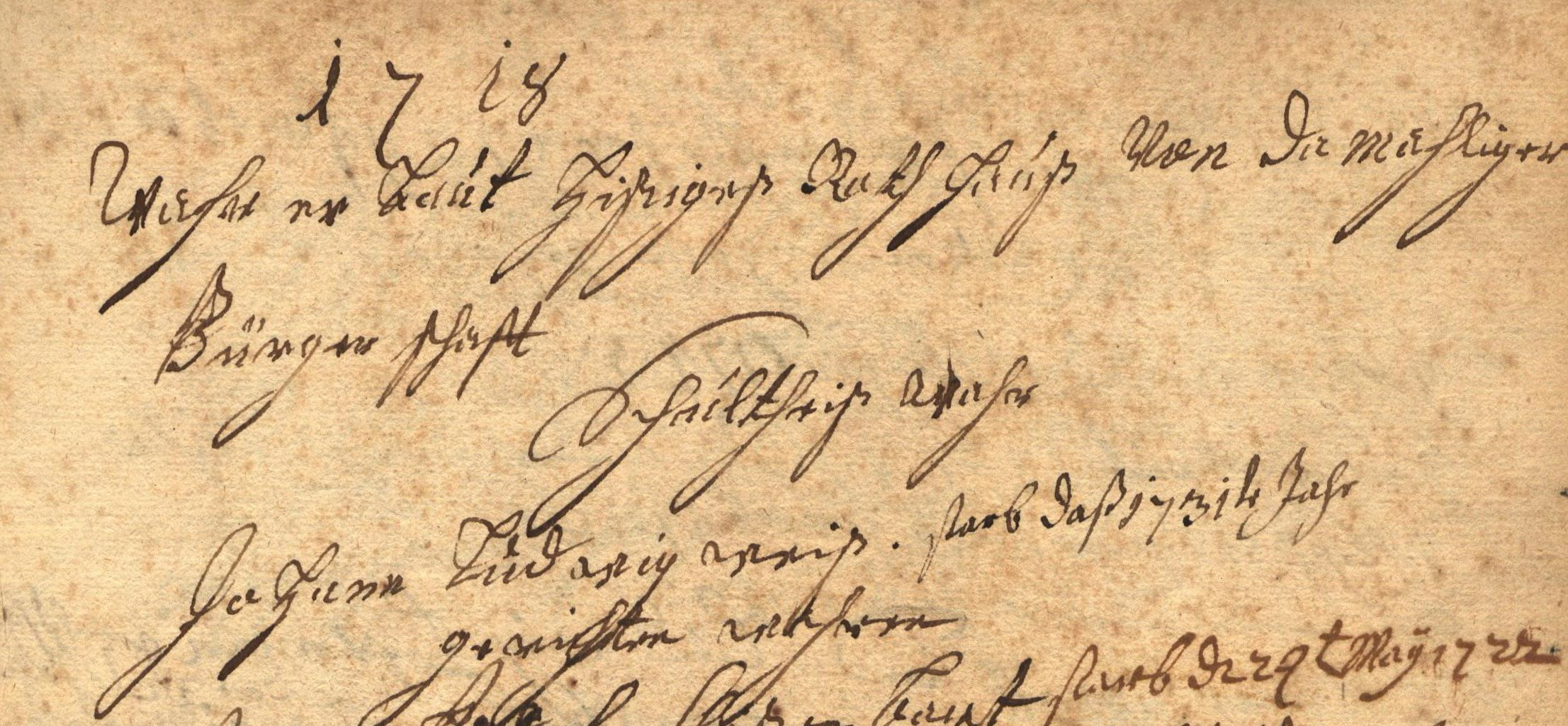
Eintrag über den Bau des Rathauses 1718, aus dem Gemeindemanual Wehen

Der Vorgängerbau, der hier stand, wurde im Jahr 1644 ein Opfer des Brandes, der den ganzen Ort vernichtete. Wann dieser erbaut wurde lässt sich nicht mehr feststellen, weil bei diesem Feuer auch alle dort aufbewahrten Dokumente verbrannten. So gingen 1644 Aufzeichnungen aus der Zeit davor für immer verloren.
Als wahrscheinliche Erbauungszeit des ersten Rathauses ist die Zeit nach der Verleihung der Stadtrechte am 23. Juni 1323 durch Kaiser Ludwig IV. „der Bayer“ anzunehmen. Diese Urkunde erhielt der damals regierende Nassauische Graf Gerlach I.
Es handelte sich dabei von Beginn an um ein zentrales Gebäude der Gemeinde Wehen mit den Funktionen als Rathaus, Gemeindebackhaus und Schulhaus. Die Ära als Schule endete mit dem Jahr 1764, als ein neues Schulhaus eröffnet wurde. Die Zahl der Kinder in Wehen stieg ständig, und der schon einmal vergrößerte Lehrsaal im Rat- und Backhaus war zu klein geworden. Es bestand auch da zur Erweiterung keine Möglichkeit mehr.
Die Zeit als Rathaus dauerte bis zum Jahr 1857, als ein neues und zeitgemäßes Gebäude in Betrieb genommen wurde. Da im Laufe der Jahre die Verwaltungsaufgaben der Gemeinde zunahmen, reichte der Platz im bisherigen Rathaus nicht mehr aus. Man hatte nur die Ratsstube und einen Speicherraum zur Verfügung.

Die erste schriftliche Erwähnung, dass die Gemeinde ihr Backhaus in professionelle Hände gab, stammte aus dem Jahr 1724. Darin heißt es:

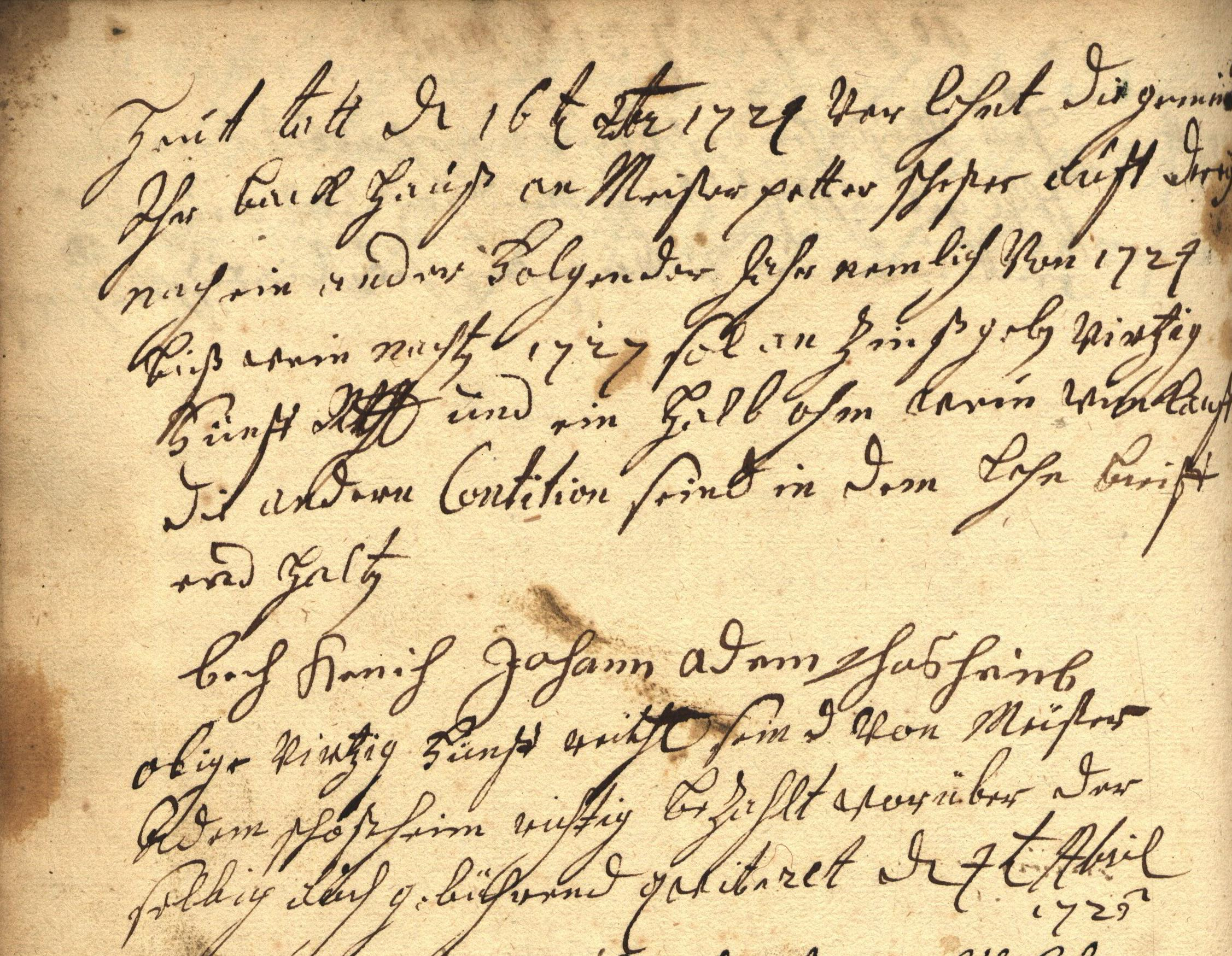
Vermerk der Verpachtung des Backhauses 1724

„Heute den 16. September 1724 verlehnt die Gemeinde ihr Backhaus an Meister Peter Schoßheim auf drei Jahre bis Weihnachten 1727. Dafür hat er als Zins zu geben 45 Reichstaler und ein halb Ohm Wein, sowie die im Lehnbrief aufgeführten Conditionen.“
Aus dem Jahr 1725 ist ein Eintrag über den Erhalt des Pachtzins i. H. v 45 Reichstalern des Pächters Johann Peter Schoßheim vorhanden.
Der endgültige Verkauf des Hauses (inkl. des Backhauses) erfolgte dann im Jahr 1749 an den Pächter J. P. Schoßheim. Er und seine Ehefrau kaufen das Anwesen mit Ausnahme der Ratsstube und des dazu gehörigen Speichers für 1225 Gulden. Der Kaufvertrag beinhaltet noch weitere interessante Punkte für den Käufer. Dieser Käufer (und seine Nachkommen und Erben oder Käufer) hatten zur Auflage:
- der Gemeinde ihr Brot zu backen,
- den Backofen für Hochzeiten oder Taufen zur Verfügung zu stellen,
- für die Instandhaltung an Haus, Backhaus und sonst allem dazugehörigen Inventar zu sorgen (die Gemeinde war nur für die Instandhaltung der Ratsstube zuständig),
- dem Schultheiß und den Ratsmitgliedern jedes Jahr an Martini einen Braten zu bereiten, nebst zwei Maß Wein und Kuchen.

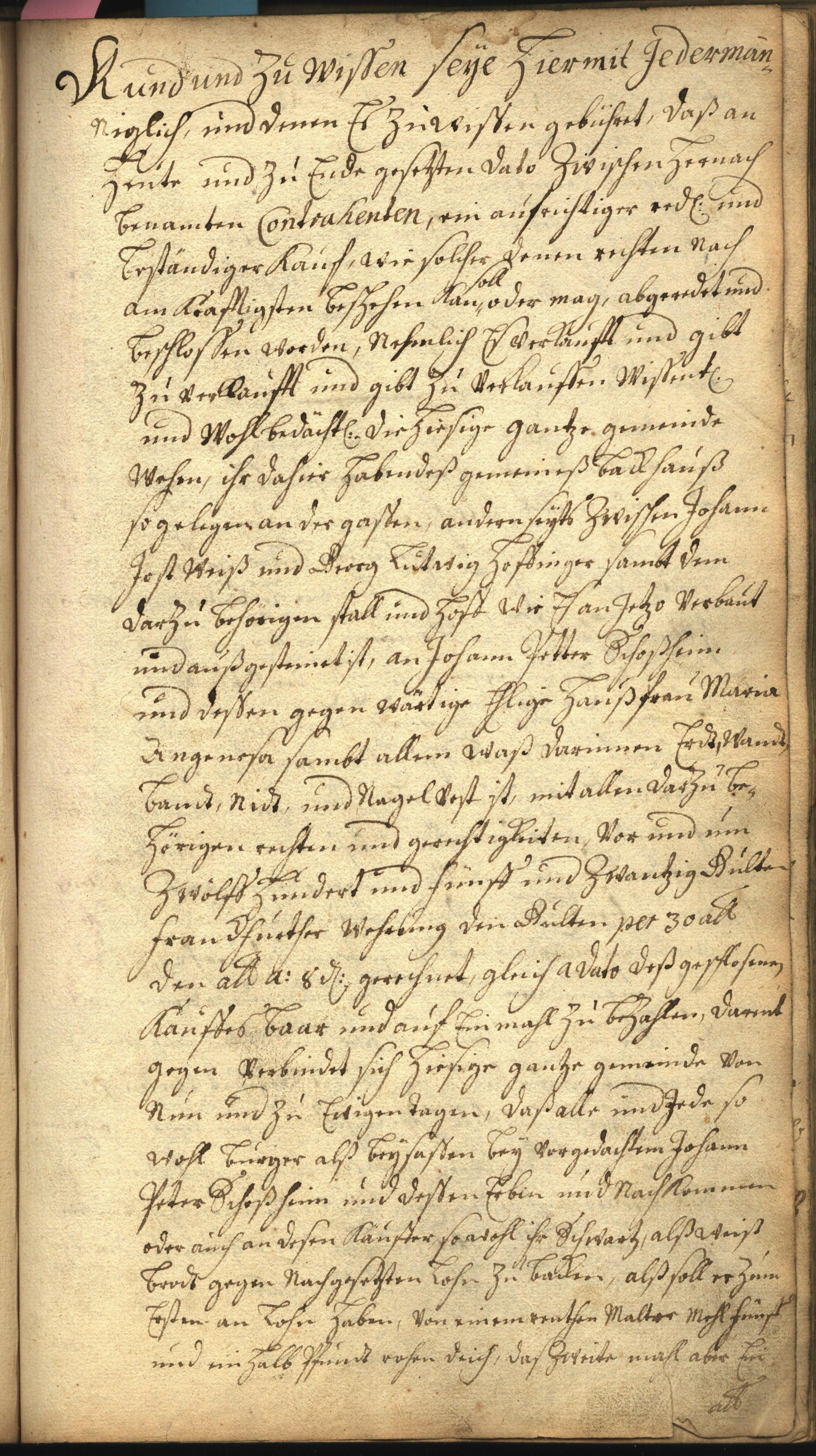
Kaufvertrag von 1749, Seite 1
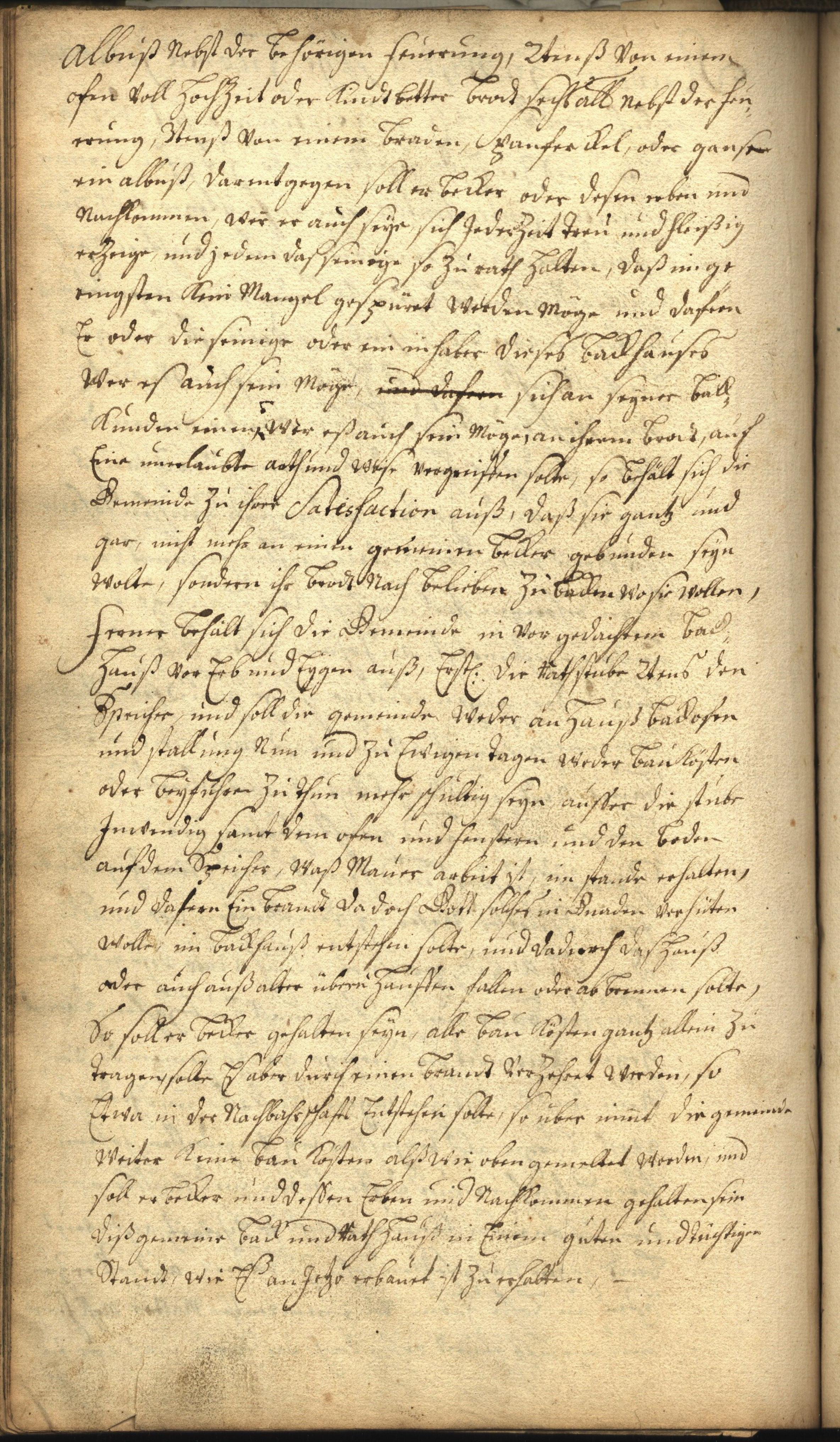
Kaufvertrag von 1749, Seite 2
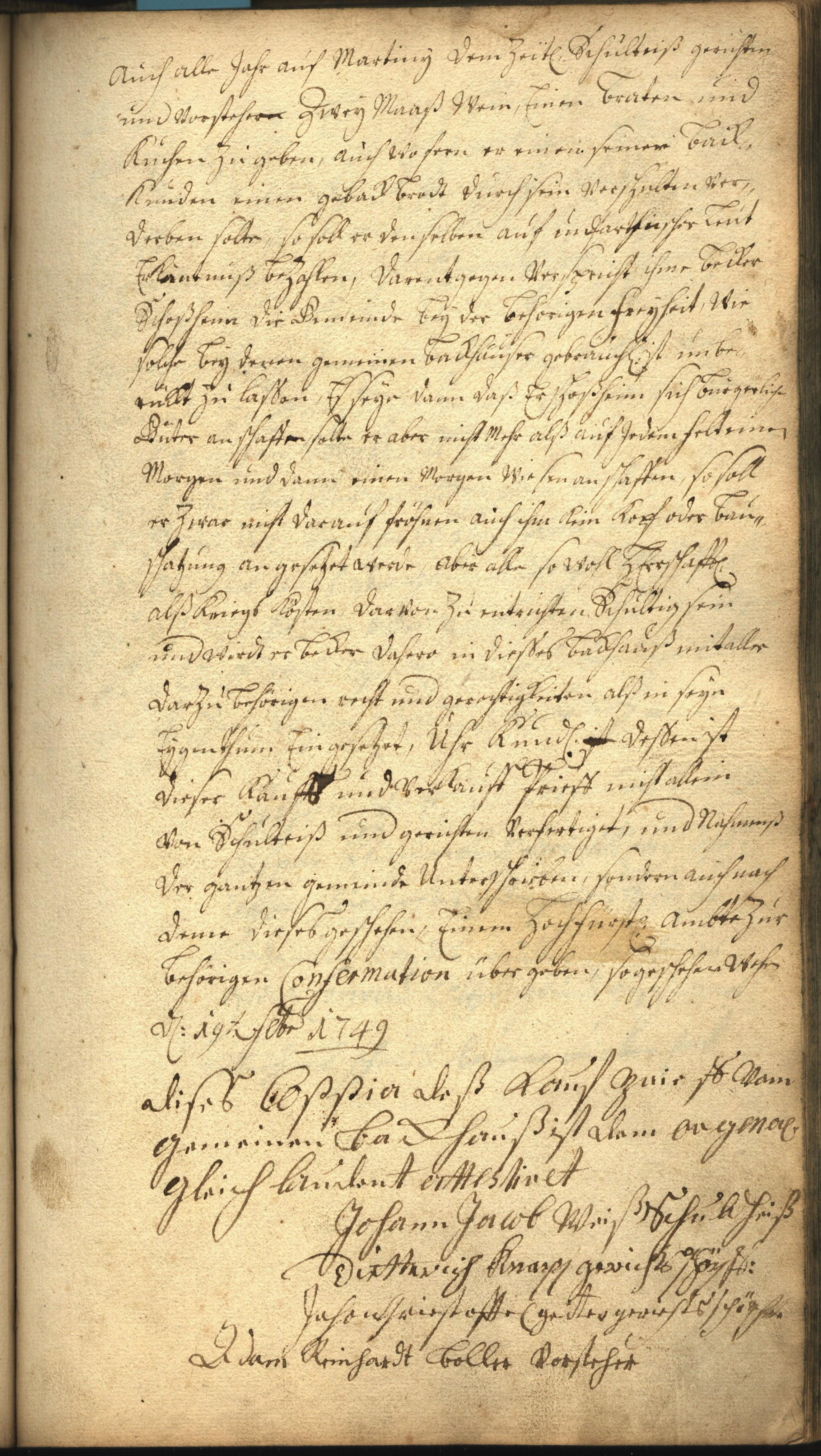
Kaufvertrag von 1749, Seite 3

Dieser Vertrag wurde dann 1752 revidiert, ist aber heute leider nicht mehr vorhanden. Er wurde mit einer Vielzahl weiterer historischer Dokumente des Staatsarchivs, die in einem Eisenbahnwaggon lagerten, bei einem Bombenangriff 1945 zerstört. Man findet nur noch einen Eintrag im Findbuch (Hessischen Hauptstaatsarchiv, Wiesbaden) auf dieses Ereignis. Die Verbindlichkeit, der Gemeinde Wehen ihr Brot zu backen, blieb allerdings bestehen. Das sogar bis zum letzten Stockbucheintrag im Jahr 1880!
Die Zeit nach den 1750er Jahren ist nur bruchstückhaft zu rekonstruieren. Der nächste Eigentümer und somit auch Gemeindebäcker war ein Johann Peter Dörr aus Sonnenberg.
Nach ihm besaß ein Philip Heinrich Krämer aus Erbenheim das Anwesen. In welchem Jahr er das Haus kaufte, ist nicht zu klären. Sein Name taucht im Gebäudesteuerkataster von 1820 auf. Außer der Aufgabe des Gemeindebäckers hatte er noch das Amt des Gemeinderechners inne.
Auf ihn folgte der Schwiegersohn von P. H. Krämers, Carl Wilhelm Hart, der das Anwesen am 14. Oktober 1848 kaufte. In seine Zeit fällt auch der Kauf der Ratsstube, die die Gemeinde ihm 1857 verkauft. Damit endet die Zeit als Rathaus.
Der letzte Gemeindebäcker war Harts Schwiegersohn, Philipp Wilhelm Schneider, der das Anwesen und die dazu gehörige Verbindlichkeit am 22. Juni 1880 kaufte.
Das Haus wurde auch vom nächsten Eigentümer noch als Bäckerei bis in die 1960er Jahre betrieben. Allerdings war er kein Gemeindebäcker mehr, da diese Funktion nicht existierte.
Heute wird das Haus als Wohnhaus genutzt. An dessen wechselvolle Geschichte erinnert heute fast nichts mehr. Außer noch ein paar vorhandene Werkzeuge des Bäckerhandwerks und der Rest des alten, am Haus befindlichen Backofens, sowie ein altes gemaltes Bild aus dem Jahr 1926, auf dem die ehemalige Bäckerei zu sehen ist.

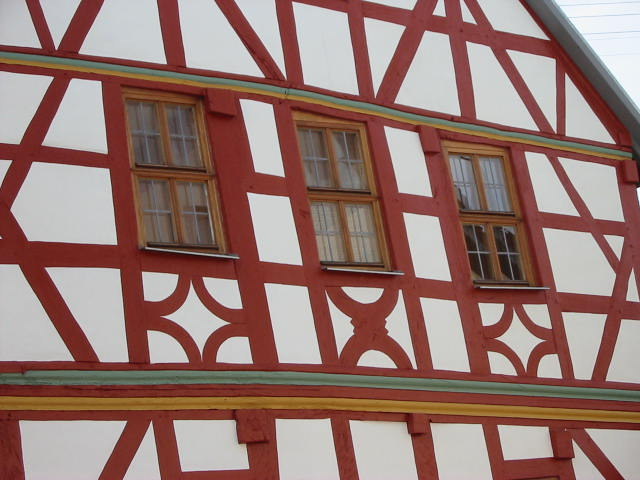
Fachwerkfiguren: Rauten und Feuerbock
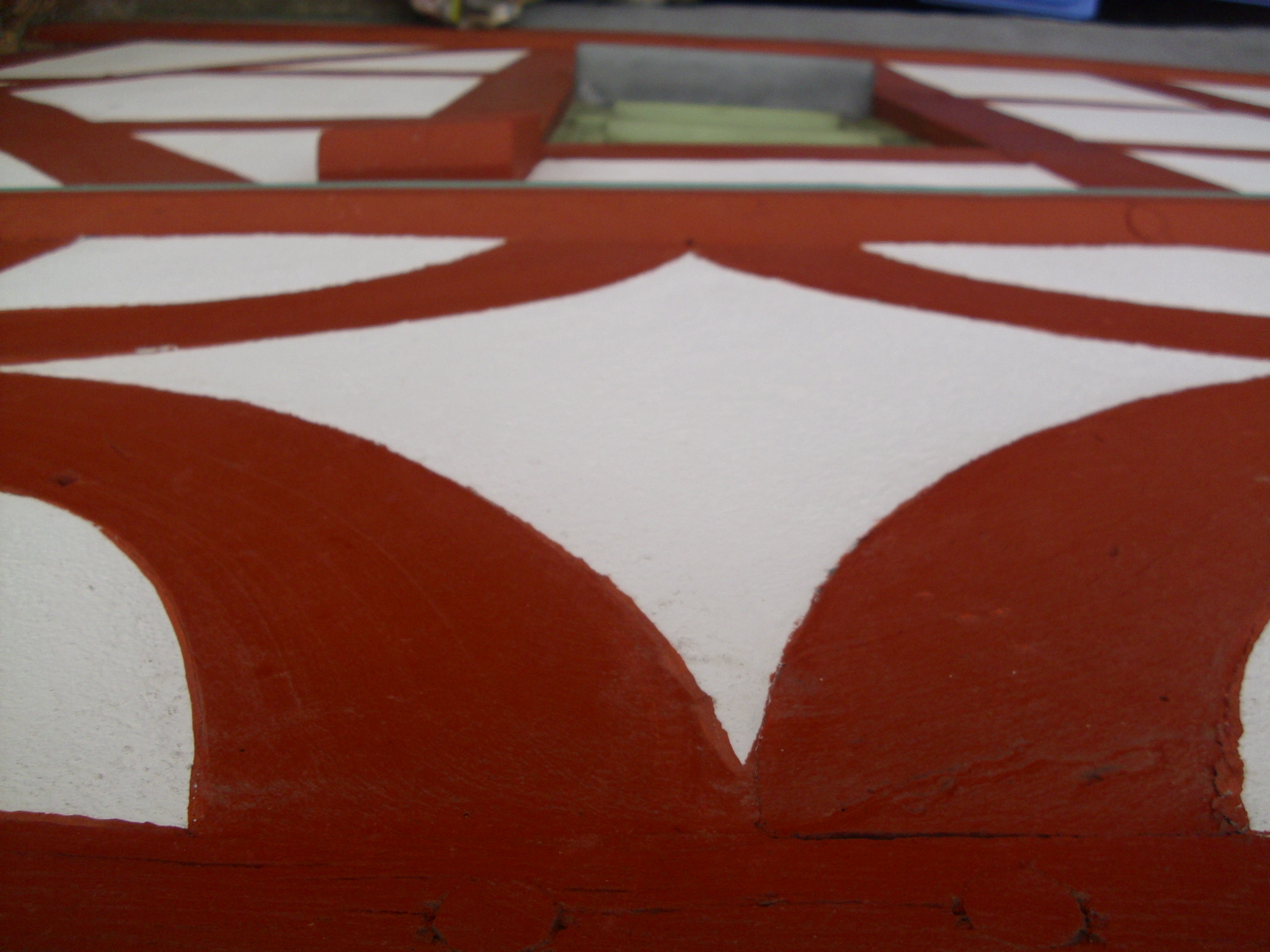
Raute
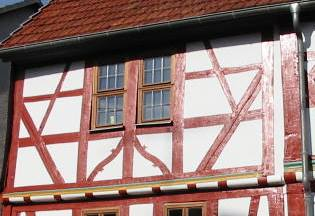
Geschweifte Streben
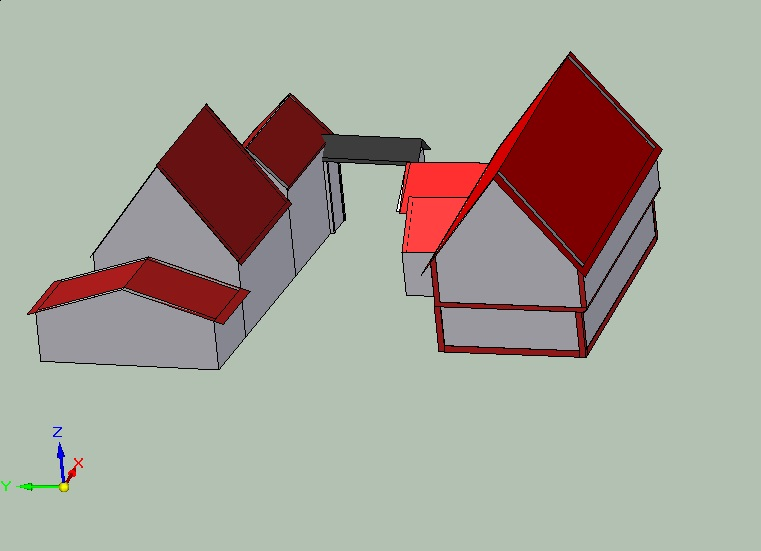
Rekonstruktion Gebäudebestand 1840 Ansicht von SW
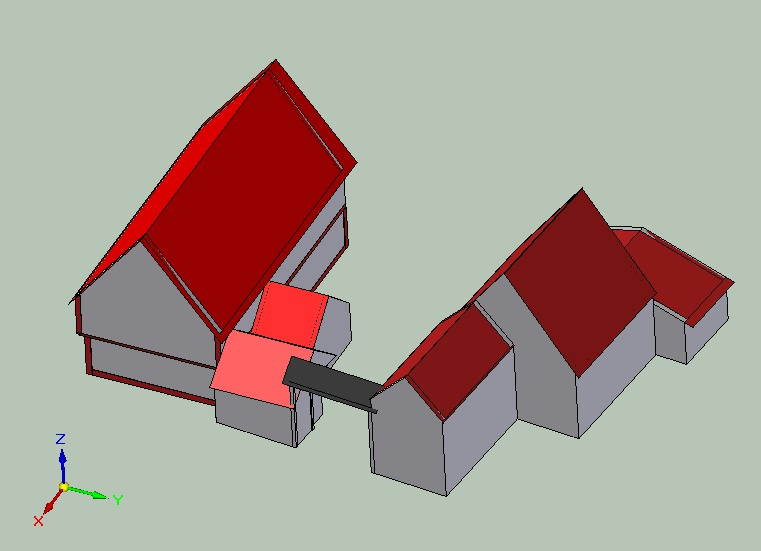
Rekonstruktion Gebäudebestand 1840 Ansicht von SO
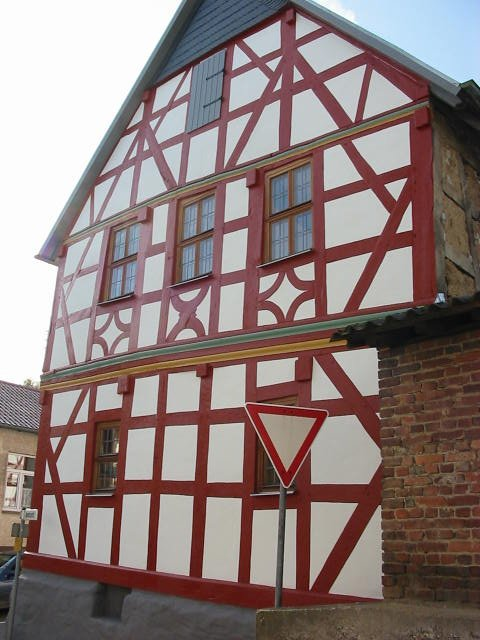
Ansicht Giebelseite

### Hessisches Hauptstaatsarchiv, Wiesbaden
1. 1 2 3  Abteilung 360 Wehen 3
2. ↑  Abteilung 136 IX,Nr.228
3. ↑  Abteilung 244 Nr. 1001
4. ↑  Abteilung 362-27 Wehen-A2
5. ↑  Abteilung 362-27 Wehen-B7